# Gondangwayang
Gondangwayang is een bestuurslaag in het regentschap Temanggung van de provincie Midden-Java, Indonesië. Gondangwayang telt 4355 inwoners (volkstelling 2010).